# День військ зв'язку
День військ зв'язку — свято України. Відзначається щорічно 8 серпня.

## Історія свята
Свято встановлено в Україні «…ураховуючи заслуги військ зв'язку у зміцненні обороноздатності держави…» згідно з Указом Президента України «Про День військ зв'язку» від 1 лютого 2000 р. № 154/2000.
8 серпня 1920 року в місті Києві, на базі колишнього Костянтинівського юнкерського військового училища, почалася підготовка військових зв'язківців на Київських військово-інженерних курсах.

## Привітання
- Сайт Офісу Президента України